# Logia Luz Atlántica
La Logia Luz Atlántica, es una logia masónica de Las Palmas de Gran Canaria, federada con el número 1565 al Gran Oriente de Francia. Es la única logia de la masonería en Canarias que trabaja siguiendo el Rito Francés, rito de referencia cuya característica principal es su enfoque laico.

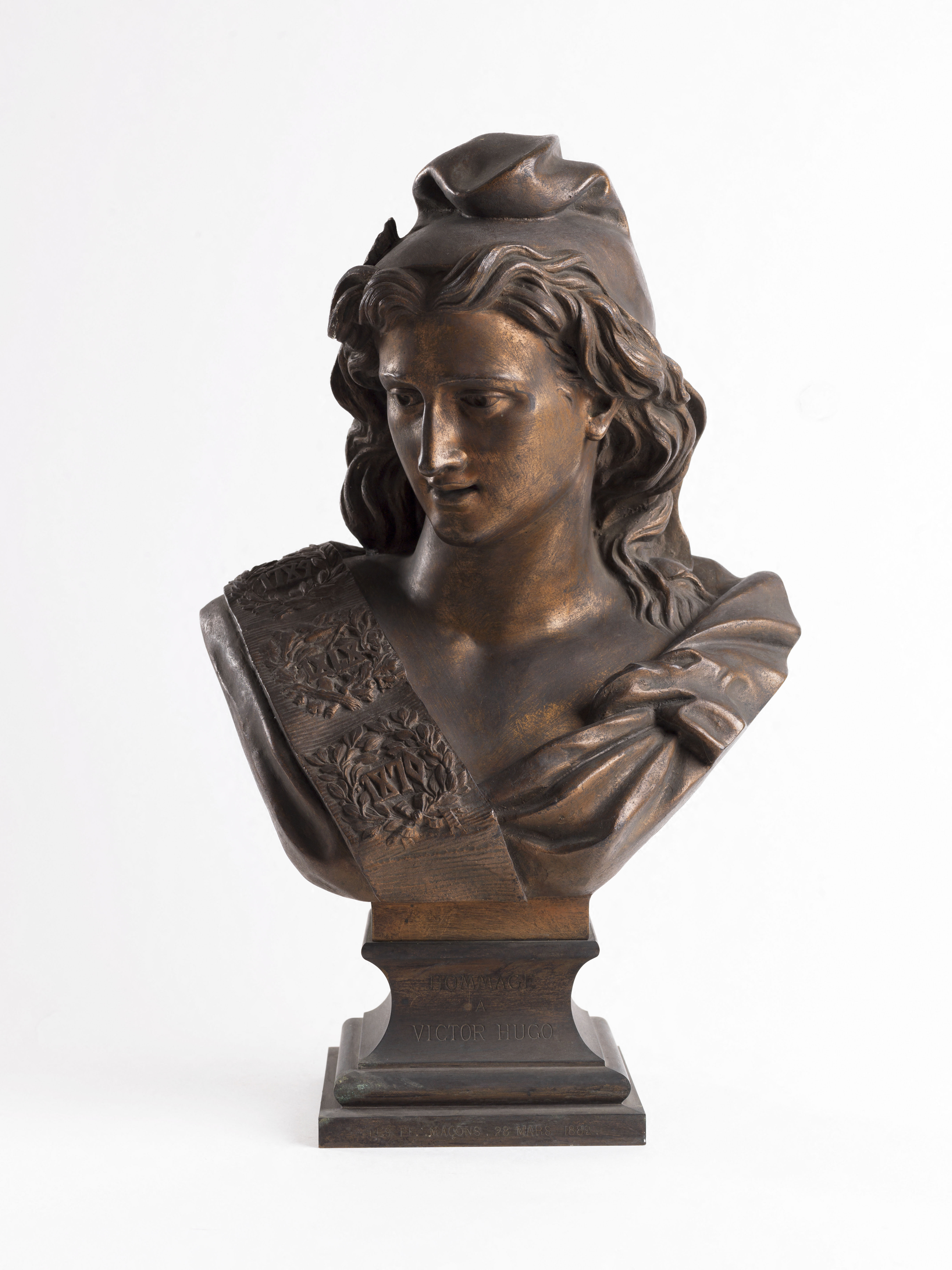
Marian Masónica - GODF

## Historia
El 8 de noviembre de 2003, el Gran Oriente de Francia otorgó la «Carta Patente» de la nueva logia fundada, originalmente, por masones provenientes de otras Obediencias con presencia en las Islas. 
Su paso se produce en un momento en el que coinciden frecuentes movimientos de los masones españoles en la toma de posición respecto a principios fundamentales desde el punto de vista masónico: la regularidad masónica, entendida como legitimidad histórica y la coherencia con los principios fundadores de la masonería moderna, tales como la tolerancia y la libertad absoluta de conciencia.
Ya sobre el año 2000, otros masones del levante español, habiendo pasado por procesos y conclusiones parecidas, se encuentran estableciendo los primeros contactos con la Obediencia francesa de cara a su integración. Su mayor cercanía geográfica, pero también su mayor determinación, iban a propiciar que fuera la Logia Blasco Ibáñez la primera logia española contemporánea en ser fundada bajo los auspicios del Gran Oriente de Francia.
Le seguiría otra logia histórica del Mediterráneo español, la alicantina Logia Constante Alona, a través de la cual los miembros fundadores de la futura Logia Luz Atlántica entraron en contacto con la Obediencia francesa para, a partir del reconocimiento de sus títulos y grados masónicos anteriores, ser reconocidos como masones regulares por el Gran Oriente de Francia. La fórmula utilizada para la regularización fue la afiliación de los masones canarios en la Logia alicantina.
El encendido de luces de la nueva logia grancanaria, utilizando la terminología masónica, tuvo lugar en el nuevo Templo masónico inaugurado para la ocasión en la ciudad de Las Palmas de Gran Canaria estando ubicado en la zona de las Alcaravaneras, zona de tradicional raigambre masónica donde tuvo también su sede la Logia Acacia antes de ser intervenida e incautada por el régimen dictatorial franquista.
Con la fundación de la Logia Luz Atlántica se restablece la presencia histórica del Gran Oriente de Francia, por cuanto la primera logia de la masonería en Canarias, conocida como Los Comendadores del Teide, ya fue fundada por un miembro de esta Obediencia francesa, el conde de Saint Laurent, de paso por las Islas en su periplo hacia las Américas.
Los masones tinerfeños de la Logia Luz Atlántica fundaron, en el año 2006, el Triángulo Luz Nivaria en la isla de Tenerife, configurando un espacio compartido de la Masonería en Canarias denominado "Logias del Gran Oriente de Francia en Canarias".

## Principios y objetivos
La Logia Luz Atlántica, como parte de la masonería denominada liberal y adogmática, tiene por principios la tolerancia mutua y la libertad absoluta de conciencia.
Define su concepción masónica como progresiva, implicada en los ideales de solidaridad y justicia social, comprometida con el derecho de todas las personas cualquiera que sea su origen, creencia, raza o condición a constituir una humanidad fraterna, mejor y más esclarecida.
En sus documentos reguladores establece la siguiente declaración de objetivos:
1. La promoción y defensa del ideal masónico de Libertad, Igualdad y Fraternidad, en el marco de los retos y preocupaciones del mundo contemporáneo.
2. La defensa y promoción de los Derechos Humanos individuales y de los Derechos Económicos, Sociales y Culturales de los pueblos.
3. El respeto a la Naturaleza y fomento de una conciencia ecológica.
4. La defensa y fomento del laicismo, concebido como un espacio de libertad creativa para todos los individuos.
5. La promoción de la paz como horizonte de entendimiento universal, extensión de la Democracia en los órdenes político, económico, social y cultural, y búsqueda de la justicia como mecanismo de equidad entre los hombres y entre las naciones.
6. La oposición a toda forma de discriminación, intolerancia o privilegio.
7. El estímulo a la creatividad y a la investigación científica, orientada al progreso social y al desarrollo humano.
8. La promoción y fomento de los deberes ciudadanos, tales como la solidaridad, la participación, la responsabilidad y el control de los asuntos públicos por los ciudadanos.
9. El impulso a la organización social, concebida como medio para la profundización de la Democracia.
10. La integración de la Masonería mundial y difusión de estos principios en todos los ámbitos de la sociedad.

Como es habitual entre las logias de la masonería denominadas adogmáticas, lleva a cabo frecuentes pronunciamientos públicos sobre cuestiones de interés social atendiendo a la temática actual y contemporánea, como la violencia escolar, la xenofobia,
la participación democrática
o el terrorismo.

## Enlaces
- Respetable Logia Luz Atlántica n.º 1565
- Logias del Gran Oriente de Francia en Canarias
- Logias españolas del Gran Oriente de Francia Archivado el 14 de julio de 2017 en Wayback Machine.

- Datos: Q5978352